# Melanthripidae
Melanthripidae zijn een familie van tripsen (Thysanoptera). De familie kent 6 geslachten.

## Taxonomie
De familie kent de volgende geslachten:
- Ankothrips
- Archankothrips  †
- Cranothrips
- Dorythrips
- Eocranothrips  †
- Melanthrips